# Jorjo Tadić
Jorjo Tadić (Stari Grad, Hrvatska, 5. lipnja 1899. – Beograd, Srbija, 4. listopada 1969.), bio je hrvatski i srpski povjesničar. Bio je dopisnim članom HAZU i akademikom SANU.

## Životopis
Rodio se 1899. godine u Starom Gradu na otoku Hvaru gdje je pohađao pučku školu. Pohađao je srednje klasične gimnazije u Zadru i Splitu. Studirao je filozofiju i povijest u Zagrebu, Berlinu, Leipzigu, Pragu i Beogradu.
Doktorirao je na beogradskom Filozofskom fakultetu na temu odnosa Španjolske i Dubrovnika u 16. stoljeću.
Radio je u Kotoru na Pomorskoj akademiji i u Dubrovniku na Pomorsko-trgovačkoj školi. Status docenta je stekao 1935. na zagrebačkom Filozofskom fakultetu gdje je predavao povijest novog vijeka. Zatim odlazi raditi u Srbiju. Godine 1938. postaje višim savjetnikom pri Ministarstvu prosvjete u Beogradu. Od 1951. predavao je Opću povijest novog vijeka kao redovni profesor na beogradskom Filozofskom fakultetu. 
Bio je dopisnim članom HAZU i redovnim članom SANU. 
Područje njegova znanstvenog interesa bili su Dubrovačka Republika, posebice svakodnevni život i životopisi poznatih Dubrovčana, dubrovački Židovi, dubrovačka kultura, trgovina, politička povijest te gospodarska prošlost srednjovjekovne Srbije (rudarstvo) i susjednih država.

## Djela
- Dubrovčani po Južnoj Srbiji u XVI. stoljeću, 1930.
- Španija i Dubrovnik u 16 veku, 1932.
- Miho Pracatović-Pracat: prilog istoriji dubrovačkog pomorstva, 1933.
- Pisma i uputstva dubrovačke republike, 1935.
- Jevreji u Dubrovniku do polovine XVII. stoljeća, 1937.
- Dubrovčanin Serafin Gučetić, francuski diplomat (1496-1547), 1938.
- Promet putnika u starom Dubrovniku, 1939.
- Cvijeta Zuzorić, 1939.
- Dubrovački portreti, 1948.
- Dubrovačka arhivska građa o Beogradu 1. (1521-1571), 1950.
- Građa o slikarskoj školi u Dubrovniku XIII-XVI veku, 1952.
- Dubrovački patricijat u XIV veku, (uz: Irmgard Mahnken), 1960.
- Spomenica posvećena 50-godišljici smrti Stojana Novakovića, 1967.
- Jugoslovenske zemlje u mletačko-turskim ratovima XVI-XVIII vijeka, 1970. (suautor: Gligor Stanojević)
- Dubrovačka arhivska građa o Beogradu 2. (1572 - 1593), 1976. (postumno objavio Toma Popović koji objavljuje i Dubrovačka arhivska građa o Beogradu 3. (1593-1606), 1986.)